# Oberpframmern
Oberpframmern település Németországban, azon belül Bajorországban. Lakosainak száma 2503 fő (2023. december 31.). Oberpframmern Höhenkirchen-Siegertsbrunn, Grasbrunn, Zorneding, Moosach, Glonn és Egmating községekkel határos.

## Népesség
A település népessége az elmúlt években az alábbi módon változott:
| Lakosok száma | 427  | 849  | 1468 | 1522 | 2266 | 2369 | 2382 | 2419 | 2486 | 2503 |
|               | 1875 | 1950 | 1975 | 1987 | 2012 | 2014 | 2016 | 2017 | 2021 | 2023 |